# Adriaen Boudewijns
Adriaen Boudewijns,   noto anche come Adriaen Frans Boudewijns II (Bruxelles, 4 giugno 1677 (battezzato) – 1719), è stato un pittore fiammingo.

## Biografia
Nipote di Adriaen Frans Boudewijns, divenne suo apprendista il 10 marzo 1694.
Dipinse probabilmente anche cartoni per la locale manifattura.